# هایم
هیم یا هایم (به انگلیسی: Haim) یک گروه پاپ راک باند از لس آنجلس، آمریکا است. این گروه از سه خواهر تشکیل شده‌است: استه هایم (گیتار باس و آواز)، دانیل هایم (آواز و گیتار) و آلانا هایم (گیتار، کیبورد و آواز). هر کدام از اعضاء این گروه علاوه بر سازهای تخصصی خود، در نواختن سازهای دیگر نیز مهارت دارند. اغلب قطعات موسیقی پاپ این گروه در استودیو ضبط گردیده؛ اما برخلاف آن، قطعات موسیقی راک آنها بیشتر در برنامه‌های زنده اجرا شده‌است.

## دیسکوگرافی
- روزها سپری می‌شود (۲۰۱۳)
- چیزی برای گفتن به تو (۲۰۱۷)
- زنان در موسیقی بخش ۳ (۲۰۲۰)
- کنار می‌کشم (۲۰۲۵)